# Księżniczka z krainy słoni
Księżniczka z krainy słoni (ang. The Elephant Princess, 2008–2011) – australijski serial młodzieżowy, który emitowany jest na kanale Nickelodeon Polska od 22 listopada 2009 roku. Serial wyprodukowany jest przez Jonathan M. Shiff Productions. Drugi sezon serialu jest nadawany od 6 lutego 2011 w Kanadzie. Dnia 11 marca 2012 roku seria 2 została puszczona przez kanał TV Puls pod nazwą Księżniczka dwóch światów powraca.
Opis 2 serii TV Puls:
Siedemnastoletnia Alex walczy z Divą, by uratować królestwo Manijpoor i rzeczywisty świat przed siłami czarnej magii. Diva angażuje do walki przystojnego Caleba. Chłopak zakochuje się w Alex ze wzajemnością. Caleb jest rozdarty między układem z czarownicą a uczuciami do Alex. Księżniczka musi walczyć, by pokonać czarną magię, zanim bariera pomiędzy dwoma światami na zawsze zniknie.

## Fabuła
Seria 1:
Serial opisuje przygody 16-letniej nastolatki Alex Wilson (Emily Robins), która odkrywa, że jest nie tylko zwyczajną dziewczyną, ale księżniczką i dziedziczką tronu królestwa Manjipoor. Alex wraz ze swymi przyjaciółmi muszą ocalić Manjipoor przed niebezpieczeństwem.
Seria 2:
Siedemnastoletnia Alex walczy z Divą, by uratować królestwo Manijpoor i rzeczywisty świat przed siłami czarnej magii. Diva angażuje do walki przystojnego Caleba. Chłopak zakochuje się w Alex ze wzajemnością. Caleb jest rozdarty między układem z czarownicą a uczuciami do Alex. Księżniczka musi walczyć, by pokonać czarną magię, zanim bariera pomiędzy dwoma światami na zawsze zniknie.

## Bohaterowie/Obsada

### Główni
- Emily Robins jako Alexandra „Alex” Wilson – główna bohaterka serialu. Ma 16 lat. Przyjaciółka Amandy i JB, gra z nimi w zespole (gitara). Zakochana w Marcusie. Księżniczka i dziedziczka tronu królestwa Manjipoor.
- Miles Szanto jako Kuru – przyjaciel Alex. Wysłannik magicznego królestwa Manjipoor. Inteligentny, choć fajtłapowaty.
- Maddy Tyers jako Amanda – najlepsza przyjaciółka Alex, swata ją z Marcusem. Gra z Alex i JB w zespole (gitara i wokal).
- Sebastian Gregory jako JB – najlepszy przyjaciel Alex, mądry i uroczy. Gra z dziewczynami w zespole (perkusja).
- Eva Lazzaro jako Zoey – młodsza siostra Alex, „istny potwór”.
- Alyce Platt jako Anita Wilson – przybrana mama Alex.
- Grant Piro jako Jim Wilson – mąż pani Wilson, przybrany tata Alex.
- Damien Bodie jako Vashan – drugi w kolejce do tronu, wysłał Kuru dlatego, że jest nieudacznikiem i nie ściągnie do Manjipooru Alex, dzięki czemu on zostanie królem.
- Brett Climo jako Omar – nauczyciel Kuru, domyśla się złych zamiarów Vashana. Jest także prawdziwym ojcem Alex.
- Liam Hemsworth jako Marcus – przyjaciel zespołu, w dalszych odcinkach chłopak Alex.
- Emelia Burns jako Diva – służąca Vashana. W 24 odcinku okazuje się, że ma moc i jest czarownicą.

### Inni
- Amala – słoń o niezwykłych zdolnościach. Podobnie jak Kuru jest wysłannikiem magicznego królestwa Manjipoor.
- Trent – szkolny osiłek, dobry szermierz. Chciał pobić Kuru po tym jak go pokonał.

## Odcinki
| Sezon | Sezon | Odcinki | Pierwsza emisja   | Ostatnia emisja     | Pierwsza emisja         | Ostatnia emisja           |
| ----- | ----- | ------- | ----------------- | ------------------- | ----------------------- | ------------------------- |
|       | 1     | 26      | 13 listopada 2008 | 24 maja 2009        | 22 listopada 2009       | 6 stycznia 2012           |
|       | 2     | 26      | 6 lutego 2011     | 6 października 2011 | 31 marca 2012 (TV Puls) | 3 kwietnia 2012 (TV Puls) |

### Spis odcinków
| Premiera odcinka | Nr | Polski tytuł                              | Angielski tytuł           |
| ---------------- | -- | ----------------------------------------- | ------------------------- |
|                  |    |                                           |                           |
| Sezon 1          |    |                                           |                           |
|                  |    |                                           |                           |
| 22.11.2009       | 01 | Urodziny                                  | Coming Of Age             |
|                  |    |                                           |                           |
| 29.11.2009       | 02 | Nie nazywaj mnie księżniczką              | Don’t Call Me Princess    |
|                  |    |                                           |                           |
| 06.12.2009       | 03 | Sezon na króliki                          | Rabbit Season             |
|                  |    |                                           |                           |
| 13.12.2009       | 04 | Kuru rządzi!                              | Kuru The Guru             |
|                  |    |                                           |                           |
| 20.12.2009       | 05 | Potężny Ballad                            | The Powerful Ballad       |
|                  |    |                                           |                           |
| 27.12.2009       | 06 | Brak japońskiej produkcji                 | Not Made In Japan         |
|                  |    |                                           |                           |
| 03.01.2010       | 07 | Oszczędź mnie                             | Lean On Me                |
|                  |    |                                           |                           |
| 10.01.2010       | 08 | Witaj w mojej bajce                       | Welcome To The Fairy Tale |
|                  |    |                                           |                           |
| 17.01.2010       | 09 | Kurzajki i wszystko                       | Warts & All               |
|                  |    |                                           |                           |
| 24.01.2010       | 10 | Efekt motyla                              | The Butterfly Effect      |
|                  |    |                                           |                           |
| 31.01.2010       | 11 | Pocałunek motyla                          | Butterfly Kiss            |
|                  |    |                                           |                           |
| 07.02.2010       | 12 | Królowa parkietu                          | Dancing Queen             |
|                  |    |                                           |                           |
| 14.02.2010       | 13 | Przeznaczenie dziecka                     | Destiny’s Child           |
|                  |    |                                           |                           |
| 01.04.2010       | 14 | Czas po czasie                            | Time After Time           |
|                  |    |                                           |                           |
| 02.04.2010       | 15 | Sto lat Amala                             | Happy Birthday Anala      |
|                  |    |                                           |                           |
| 26.03.2010       | 16 | Wielki koncert                            | The Big Gig               |
|                  |    |                                           |                           |
| 09.04.2010       | 17 | Bal maskowy                               | Masquerade Ball           |
|                  |    |                                           |                           |
| 16.04.2010       | 18 | Prawie sławny                             | Almost Too Famous         |
|                  |    |                                           |                           |
| 23.04.2010       | 19 | Księżniczka Amanda                        | Princess Amanda           |
|                  |    |                                           |                           |
| 30.04.2010       | 20 | Królewski klejnot                         | Courtroom Jewel           |
|                  |    |                                           |                           |
| 07.05.2010       | 21 | Zmienność morza                           | Sea Change                |
|                  |    |                                           |                           |
| 14.05.2010       | 22 | Rewelacyjne objawienie                    | Revelation                |
|                  |    |                                           |                           |
| 21.05.2010       | 23 | Zwyczajne życie                           | It’s An Ordinary Life     |
|                  |    |                                           |                           |
| 28.05.2010       | 24 | Niezapowiedziane przybycie                | Unexpected Arrivals       |
|                  |    |                                           |                           |
| 04.06.2010       | 25 | Dobre wibracje                            | Good Vibrations           |
|                  |    |                                           |                           |
| 11.06.2010       | 26 | Normalna Alex Wilson                      | Normal Alex Wilson        |
|                  |    |                                           |                           |
| Sezon 2          |    |                                           |                           |
|                  |    |                                           |                           |
| 31.03.2012       | 27 | Księżniczka obu światów powraca (TV Puls) | Enemies Unleashed         |
|                  |    |                                           |                           |
|                  | 28 |                                           | The New Recruit           |
|                  |    |                                           |                           |
|                  | 29 |                                           | Bad Reputation            |
|                  |    |                                           |                           |
|                  | 30 |                                           | Falling For The Enemy     |
|                  |    |                                           |                           |
|                  | 31 |                                           | Star Crossed Lovers       |
|                  |    |                                           |                           |
|                  | 32 |                                           | Double Trouble            |
|                  |    |                                           |                           |
|                  | 33 |                                           | Secret Love               |
|                  |    |                                           |                           |
|                  | 34 |                                           | Love Your Enemy           |
|                  |    |                                           |                           |
|                  | 35 |                                           | The Secret Admirer        |
|                  |    |                                           |                           |
|                  | 36 |                                           | Tangled Web               |
|                  |    |                                           |                           |
|                  | 37 |                                           | Welcome To My World       |
|                  |    |                                           |                           |
|                  | 38 |                                           | Exposed                   |
|                  |    |                                           |                           |
|                  | 39 |                                           | Exiles                    |
|                  |    |                                           |                           |
|                  | 40 |                                           | Trouble Comes To Town     |
|                  |    |                                           |                           |
|                  | 41 |                                           | Under New Management      |
|                  |    |                                           |                           |
|                  | 42 |                                           | Dangerous Secrets         |
|                  |    |                                           |                           |
|                  | 43 |                                           | Feud                      |
|                  |    |                                           |                           |
|                  | 44 |                                           | Reinforcements            |
|                  |    |                                           |                           |
|                  | 45 |                                           | Unmasked                  |
|                  |    |                                           |                           |
|                  | 46 |                                           | A Princess For All        |
|                  |    |                                           |                           |
|                  | 47 |                                           | Out Of Control            |
|                  |    |                                           |                           |
|                  | 48 |                                           | Flare Up                  |
|                  |    |                                           |                           |
|                  | 49 |                                           | Cursed                    |
|                  |    |                                           |                           |
|                  | 50 |                                           | Hunted                    |
|                  |    |                                           |                           |
|                  | 51 |                                           | Between The World         |
|                  |    |                                           |                           |
|                  | 52 |                                           | Sacrifice                 |
|                  |    |                                           |                           |

## Zagraniczne wydania DVD
Kompletny sezon pierwszy był wydany w trzech częściach, jak i również jako cały pakiet.
| Nazwa                                                  | Zawarte Epizody | Data wydania    |
| ------------------------------------------------------ | --- | --------------- |
| Księżniczka z krainy słoni Vol.1 – Witaj w mojej bajce | Urodziny • Nie nazywaj mnie księżniczką • Sezon na Króliki • Kuru rządzi! • Potężny Ballad • Brak japońskiej produkcji • Oszczędź mnie • Witaj w mojej bajce • Kurzajki & Wszystko          | 3 kwietnia 2009 |
| Księżniczka z krainy słoni Vol.2 – Wielki koncert      | Efekt motyla • Pocałunek motyla • Królowa parkietu • Przeznaczenie dziecka • Czas po czasie • Sto lat Amala • Wielki koncert • Bal maskowy                                                  | 2 września 2009 |
| Księżniczka z krainy słoni Vol.3 – Prawie za sławna    | Prawie za sławna • Księżniczka Amanda • Królewski klejnot • Zmienność morza • Rewelacyjne objawienie • Zwyczajne życie • Niezapowiedziane przybycie • Dobre wibracje • Normalna Alex Wilson | 10 marca 2010   |
| Księżniczka z krainy słoni – Kompletny sezon pierwszy  | Wszystkie odcinki sezonu pierwszego | 2 czerwca 2010  |

## Ścieżka dźwiękowa
Ścieżka dźwiękowa „Księżniczka z krainy słoni” została wydana 14 sierpnia 2009 roku przez Sony BMG Music Entertainment. Wszystkie utwory są wykonywane przez Emily Robins oraz Maddy Tyers. Piosenka „Someone Not Me” to singiel promujący płytę, został do niej nagrany teledysk. Album został tylko wydany w Wielkiej Brytanii, Australii, Nowej Zelandii i Łacińskiej Ameryce.

### Lista utworów
| Lp. | Tytuł                      | Wykonawcy                     | Czas trwania |
| 1.  | „Someone Not Me”           | Emily Robins oraz Maddy Tyers | 3:05         |
| 2.  | „Two Worlds”               | Emily Robins oraz Maddy Tyers | 1:45         |
| 3.  | „Happy”                    | Emily Robins oraz Maddy Tyers | 3:55         |
| 4.  | „Not in Love”              | Emily Robins oraz Maddy Tyers | 3:47         |
| 5.  | „Everything Is Happening”  | Emily Robins oraz Maddy Tyers | 1:55         |
| 6.  | „Pretty Little Girlfriend” | Emily Robins oraz Maddy Tyers | 3:27         |
| 7.  | „Shattered”                | Emily Robins oraz Maddy Tyers | 3:02         |
| 8.  | „Decide”                   | Emily Robins oraz Maddy Tyers | 3:01         |
| 9.  | „Before”                   | Emily Robins oraz Maddy Tyers | 3:20         |
| 10. | „I’m Free”                 | Emily Robins oraz Maddy Tyers | 2:55         |
| 11. | „I Get Love”               | Emily Robins oraz Maddy Tyers | 2:44         |
| 12. | „Me and You”               | Emily Robins oraz Maddy Tyers | 4:08         |
| 13. | „I Needed You”             | Emily Robins oraz Maddy Tyers | 3:26         |
| 14. | „Celebrate”                | Emily Robins oraz Maddy Tyers | 3:19         |

## Międzynarodowa transmisja
| Państwo           | Kanał                        | Tytuł                                                |
| ----------------- | ---------------------------- | ---------------------------------------------------- |
| Portugalia        | Nickelodeon (Portugal)       | The Elephant Princess                                |
| Portugalia        | SIC                          | A Princesa Elefante de Ben                           |
| Wielka Brytania   | Nickelodeon UK               | The Rock Princess (początkowo The Elephant Princess) |
| Indie             | Disney Channel India         | Elephant Princess                                    |
| WNP               | Karusel International        | Принцесса слонов                                     |
| Włochy            | RAI                          | L’elefante Princess                                  |
| Niemcy            | ZDF                          | Elephant Princess – Zurück Nach Manjipoor            |
| Południowa Afryka | Nickelodeon Africa           | The Elephant Princess                                |
| Południowa Afryka | Dstv                         | The Elephant Princess                                |
| Brazylia          | Nickelodeon Ameryka Łacińska | Alexandra, La Princesa del Rock                      |
| Argentyna         | Nickelodeon Ameryka Łacińska | Alexandra, La Princesa del Rock                      |
| Paragwaj          | Nickelodeon Ameryka Łacińska | Alexandra, La Princesa del Rock                      |
| Meksyk            | Nickelodeon Ameryka Łacińska | Alexandra, La Princesa del Rock                      |
| Wenezuela         | Nickelodeon Ameryka Łacińska | Alexandra, La Princesa del Rock                      |
| Kolumbia          | Nickelodeon Ameryka Łacińska | Alexandra, La Princesa del Rock                      |
| Peru              | Nickelodeon Ameryka Łacińska | Alexandra, La Princesa del Rock                      |
| Chile             | Nickelodeon Ameryka Łacińska | Alexandra, La Princesa del Rock                      |
| Węgry             | Nickelodeon (Hungarian)      | Az elefánt hercegnő                                  |
| Francja           | Nickelodeon (France)         | Son Altesse Alex                                     |
| Francja           | Gulli                        | Son Altesse Alex                                     |
| Polska            | Nickelodeon Polska           | Księżniczka z krainy słoni                           |
| Holandia          | Z@PP                         | The Elephant Princess                                |